# 赤星陸治
赤星 陸治（あかほし りくじ、1874年1月9日- 1942年3月28日）は、日本の実業家。三菱財閥に入社し、小岩井農場場長、三菱地所社長・会長などを務めた。熊本県八代郡鏡町上鏡（現在の八代市鏡町上鏡）出身。法科大学（現在の東京大学法学部）卒業。

## 来歴
熊本県八代郡の豪農・下山群太の二男として生まれてすぐ熊本藩士・赤星五郞八の養子となる。東京帝国大学法科大学政治科卒業後、三菱財閥に入社。小岩井農場が岩崎家によって直接経営されるようになった際に同農場の場長に抜擢され、1916年まで場長を務めた。当時小岩井農場は多額の累積赤字を抱えており、従業員の待遇は非常に悪かった。陸治は農場のオーナーであった岩崎久弥の全面的な支持のもと、従業員の給料を引き上げ、日用品を安く提供し、借金の返済の相談に応じるなど数々の待遇改善策を打ち出した。また農場内の出来事や行事の報告、短歌、俳句、漫画などを収録した『小岩井週報』を発行したが、社内報的な出版物を発行し従業員に配布する発想は当時としては珍しいものであった。その後、三菱地所に勤務。同社の社長・会長を務めた。
多彩な趣味を持ち、剣道、弓道、尺八、俳句などを嗜んだ。俳句については内藤鳴雪、高浜虚子に師事し、「水竹居」の俳号をもつ。 陸治の生家は息子によって鏡町に寄贈され、現在赤星公園として残っている。公園内にある「六角堂」は陸治が妻の死を受けて建立した観音堂で、鏡町の指定文化財となった。墓所は築地本願寺和田堀廟所。

## 親族
長男・赤星平馬（1906～1993）は小岩井農牧元社長で湘南カントリークラブ発起人、妻は柳田国男の娘・千枝。長女・加壽子は植村俊平の長男の植村琢（化学者）に、次女・香取は遠山参良の長男の遠山不羈夫（スバル興業会長）に嫁いだ。

## 著書
※赤星水竹居名義
- 『万年青 赤星水竹居小品』赤星陸治 1930
- 『東京便り』阿蘇発行所 1936
- 『玉とニー』同文館 1938
- 『虚無僧 他一四篇』同文館 1939
- 『虚子俳話録』学陽書房 1949、講談社学術文庫 1987
- 『水竹居句集』高浜虚子・赤星平馬共選 冨山房 1950